# عطشان
عطشان (به عربی: عطشان) یک روستا در سوریه است که در ناحیه صوران واقع شده‌است. عطشان ۱٬۸۰۹ نفر جمعیت دارد.